# Reakcja Cziczibabina
Reakcja Cziczibabina – reakcja chemiczna otrzymywania pochodnych 2-aminopirydyny z pirydyny i amidku sodu. Została odkryta przez Aleksieja Cziczibabina w 1914 roku.
Aminowanie pirydyny amidkiem sodu przeprowadza się w roztworze amoniaku. Jest to substytucja nukleofilowa do pierścienia pirydynowego w pozycji 2 lub 6.
Przed odkryciem reakcji Cziczibabina znane były jedynie metody elektrofilowej substytucji do pierścienia pirydynowego w pozycjach 3 lub 5, które wymagały drastycznych warunków ze względu na ubogo-elektronowy charakter aromatycznej cząsteczki pirydyny, tworzącej dodatnio naładowane jony, co utrudnia atak elektrofilowy.

## Mechanizm
Nukleofil aminowy dokonuje ataku na atom węgla w pierścieniu pirydyny.